# Paradoxornis del Iang-Tsé
El paradoxornis del Iang-Tsé (Calamornis heudei; syn: Paradoxornis heudei) és una espècie d'ocell passeriforme de la família dels sílvids (Sylviidae) que viu a l'est de l'Àsia.
Es troba a l'est de la Xina, i els extrems sud-oriental i oriental de Rússia i Mongòlia, respectivament. Està amenaçat per la pèrdua d'hàbitat. El seu estat de conservació es considera gairebé amenaçat.
La subespècie del nord P. h. polivanovi és considerada per alguns especialistes una espècie a part.

## Taxonomia
Inicialment aquesta espècie estava classificada a la família dels timàlids (Timaliidae), dins del gènere Paradoxornis, però es traslladà a la família dels sílvids (Sylviidae) quan es demostrà la seva proximitat genètica amb els membres del gènere Sylvia.
El gènere monotípic Calamornis fou recuperat pel Congrés Ornitològic Internacional per descriure aquesta espècie, en la seva llista mundial d'ocells (versió 10.2, 2020) ja que és parafilètica a les altres dues espècies de Paradoxornis. Alhora, el COI transferí amdós gèneres a la família dels paradoxornítids (Paradoxornithidae). Tanmateix, en el Handook of the Birds of the World i la quarta versió de la BirdLife International Checklist of the birds of the world (Desembre 2019), aquest tàxon apareix classificat encara dins de la família dels sílvids, així com en el gènere Paradoxornis.